# Mauritz Schenström
Mauritz Gabriel Schenström, född den 27 april 1856 i Västra Tollstads socken, Östergötlands län, död den 20 februari 1940 i Vadstena, var en svensk militär. 
Schenström blev underlöjtnant vid Första livgrenadjärregementet 1878 och vid Gotlands nationalbeväring 1879, löjtnant där 1885. Han blev intendent av tredje klassen vid Intendenturkåren 1895, av andra klassen samma år och av första klassen 1898. Schenström var tillförordnad regementsintendent vid Första livgrenadjärregementet 1893–1895 och ordinarie 1895–1904. Han blev kapten i Gotlands infanteriregemente 1897 och i armén samma år. Schenström blev adjutant vid Intendenturkårens  huvudstation 1904, fältintendent av andra graden 1907, tjänstgörande vid Arméförvaltningens intendentsdepartements utrustningsbyrå 1908 och fästningsintendent vid kommendantskapet i Boden 1911. Han blev major i Intendenturkåren 1915 och befordrades till överstelöjtnant i armén samma år. Schenström var chef för Armeförvaltningens intendentsdepartements tekniska revision 1915–1916. Han blev riddare av Svärdsorden 1900 och av Vasaorden 1906.